# منتخب بوليفيا لكرة القاعدة
منتخب بوليفيا لكرة القاعدة هو ممثل بوليفيا الرسمي في المنافسات الدولية في كرة القاعدة
.